# Dornier Do P.252
De Do P.252 was een project voor een nachtjager dat werd ontworpen door de Duitse vliegtuigbouwer Dornier.

## Ontwikkeling
Men was in 1943 bij Dornier reeds begonnen met het project, maar men diende het pas op 27 januari 1945 in voor een door het RLM uitgeschreven competitie voor de ontwikkeling van een nieuwe nachtjager. Als basis gebruikte men de Dornier Do 335.
Het toestel werd voorzien van een verlengde romp en de vleugels waren laag tegen de rompzijkant geplaatst. De vleugels waren voorzien van een pijlstand van 22,5 graden en een geringe V-vorm.
De motoren waren twee vloeistofgekoelde Junkers Jumo 213J-twaalfcilinder-lijnmotoren, die achter elkaar in de romp waren geplaatst. Ze waren aan elkaar gekoppeld via een as. Ze dreven via een propelleras twee driebladige contraroterende propellers aan, die zich achter de staartsectie bevonden. De propellers hadden een diameter van 3,20 m. Voor de voorste motor was er een luchtinlaat in de vleugelwortels en aan de stuurboordzijde van de romp. De achterste motor had een luchtinlaat aan de bakboordzijde en de bovenkant van de romp.
De staartsectie had een kruisvorm en het onderste staartvlak diende ook ter bescherming van de propellers tijdens de start en landing. Er werd gebruikgemaakt van een neuswiellandingsgestel. De cockpit was in het voorste gedeelte van de romp geplaatst en bood plaats aan drie bemanningsleden. De cockpit was als drukcabine uitgevoerd. Elk bemanningslid was voorzien van een schietstoel.
De bewapening zou bestaan uit twee 30mm-MK108-kanonnen in de romp, twee 30mm-MK213C-kanonnen in de onderkant van de romp, en twee 30mm-MK108-kanonnen schuin omhoog vurend in de romprug. Er was ook de mogelijkheid tot het aanbrengen van twee 250kg- en twee 500kg-bommen onder de vleugels. De radarinstallatie was in de rompneus aangebracht.
Volgens de originele specificatie mocht er alleen gebruik worden gemaakt van een straalmotor in de ontwerpen. Het Dornierontwerp bood echter een aantal voordelen, zoals het goede uitzicht vanuit de cockpit, de zware bewapening en de lange vliegduur van 4 uur. Het RLM annuleerde uiteindelijk het project omdat het geen gebruik maakte van de gevraagde straalmotoren.

## Uitvoeringen
Er werden drie verschillende uitvoeringen ontwikkeld, P.252/1, /2 en /3. Deze verschilden in hoofdzaak in afmetingen en vleugelvorm. Van deze uitvoeringen werd de P.252/3 het verst doorontwikkeld.

### Technische specificaties
- Spanwijdte: 15,80 m.
- Lengte: 17,20 m.
- Hoogte: 5,05 m.
- Vleugeloppervlak: 50m².
- Leeggewicht: 8.600 kg.
- Startgewicht: 12.300 kg.
- Vleugelbelasting: 246 kg/m².
- Maximumsnelheid: 930 km/uur.
- Stijgsnelheid: 21 m/s.
- Plafond: 12.500 m.
- Vliegduur: 4 uur.